# Wonderland : Le Royaume sans pluie
Pour les articles homonymes, voir Wonderland.
Wonderland : Le Royaume sans pluie, connu au Japon sous le nom de Birthday Wonderland (バースデー・ワンダーランド, Bāsudē Wandārando), est un film d'animation japonais réalisé par Keiichi Hara et sorti au Japon le 26 avril 2019. Il s'agit d'une adaptation cinématographique d'un roman pour enfants de Sachiko Kashiwaba, Chikashitsu kara no fushigi na tabi (地下室からのふしぎな旅, litt. « L'Étrange Voyage depuis la cave »), paru en 1988.

## Synopsis
Akane est une jeune fille qui manque de confiance en elle. La veille de son anniversaire, sa mère l'envoie chez sa tante, Chii, où elle doit récupérer elle-même son cadeau d'anniversaire. Chii tient une boutique d'antiquités. Akane ne l'aime pas beaucoup car Chii est aussi extravertie qu'Akane est timide. Une fois à la boutique, Akane et Chii font la rencontre du mystérieux alchimiste Hippocrate et de son minuscule apprenti Pipo, qui lui déclarent être en mission pour sauver le monde. À partir de la cave de la maison, ils ouvrent un passage vers un pays merveilleux, Wonderland. Ils reconnaissent en Akane la Déesse du Vent Vert, seule capable de sauver leur monde de la sécheresse en guérissant le prince héritier de la dynastie des rois de la pluie et en l'aidant à accomplir la Cérémonie des Gouttes qui, une fois tous les 600 ans, renouvelle l'eau du royaume. Hippocrate remet à Akane une « Ancre d'en avant », un talisman qui fait pencher son corps en avant chaque fois qu'elle devient négative et l'oblige à aller de l'avant. Akane n'a aucune envie d'explorer cet autre monde, tandis que Chii est tout excitée. Mais les jeunes filles se rendent compte que l'Ancre d'en avant ne laisse pas le choix à Akane : elle se trouve entraînée malgré elle dans un passage souterrain, suivie par Chii.
Après une arrivée mouvementée dans le nid d'un oiseau géant rose au sommet d'une tour, les quatre voyageurs aperçoivent un pousse-pousse poursuivi par un inquiétant char en métal. C'est le char du maléfique Zang, un homme de fer qui commet méfait sur méfait dans la région, assisté de son apprenti sorcier Ron. Poursuivis à leur tour, Hippocrate et Pipo parviennent à mettre en fuite les malfaiteurs en utilisant une herbe à moutons qui fait accourir un troupeau de moutons géants. Ils sauvent ainsi le maire du village voisin et sa grand-mère. Zang parvient néanmoins à s'emparer du pousse-pousse à l'aide d'une grue montée sur son char. Accueillis dans le ravissant village de Crête de coq, où tout le monde semble gentil et attentionné, les voyageurs se reposent autour d'un dîner. Hippocrate, Pipo et le maire leur montrent une carte du royaume et leur exposent les problèmes du village : les couleurs s'effacent car l'eau manque. Les pulls du village ne se vendent plus. La grand-mère manque de peu s'épuiser en essayant de retricoter un pull emporté par Zang et Ron en même temps que le pousse-pousse, et qu'ils devaient apporter à la foire d'une ville lointaine pour pendre part à un concours afin de redorer la réputation de leurs pulls injustement ternie. Le prince héritier des rois de la pluie, qui ont pour tâche de distribuer l'eau à tout le royaume, est malade et risque d'être incapable d'accomplir la Cérémonie des Gouttes au-dessus du grand puits qui contient l'eau du royaume. Il faut le retrouver et le guérir. Hippocrate n'est pas sûr de pouvoir le faire et le seul autre spécialiste du Royaume, le magicien Kamadoma, est plongé dans un sommeil profond depuis l'an dernier après avoir travaillé trois ans sans dormir : personne n'arrive à le réveiller. Akane demeure effrayée à l'idée d'endosser le rôle de la Déesse du Vent Vert, tandis que Chii se montre très décontractée. Le lendemain, les voyageurs prennent place à bord d'une automobile à charbon qui les emmènera jusqu'à la capitale du Royaume sans pluie. Au passage, ils présenteront le pull de la grand-mère au concours. Pendant ce temps, dans une ville voisine, Zang et son acolyte dérobent des objets métalliques et les remettent à un forgeron que Zang force à forger quelque chose pour lui.
Les voyageurs traversent d'abord des paysages de cultures riantes semés de fleurs de crêtes de coqs, puis ils suivent une allée d'arbres au feuillage d'automne flanquée de rochers. Le climat fraîchit et ils doivent enfiler les combinaisons en laine rose offertes par les villageois, chaudes mais peu seyantes, surtout pour Hippocrate. Ils atteignent un désert de poussière rouge où ils doivent s'abriter précipitamment sous un rocher pour éviter un sirocco dévastateur. La tempête passée, Hippocrate met des heures à réparer le moteur de la voiture encrassé par le sable. Le temps presse : la Cérémonie des Gouttes aura lieu dans deux jours. L'après-midi, ils longent une forêt géante dont les branches portent des maisons-bulles : la région natale de Pipo, où Hippocrate a sa maison. Au soir, ils parviennent à une auberge dans un paysage rocheux. Pendant qu'Akane, Chii et Pipo dînent, Hippocrate va faire le plein de la voiture. Pipo explique à Akane et Chii que Ron et lui étaient autrefois les apprentis de Kamadoma mais que Ron, ambitieux et jaloux, a changé et a mal tourné. C'est alors que Zang et son acolyte font irruption et forcent brutalement l'aubergiste à leur remettre des provisions, y compris de l'eau alors qu'il en a très peu. Akane n'ose pas intervenir mais Chii les insulte au passage, sans pouvoir les arrêter. Dehors, Hippocrate les voit se diriger vers la forge voisine et les suit. En les épiant, il comprend qu'ils veulent faire forger des obus pour le canon du char de Zang afin de détruire l'entrée du puits qui recèle l'eau du royaume. Hippocrate tente d'arrêter Zang, mais Ron le métamorphose en mouche. Le lendemain, faute de nouvelles d'Hippocrate, les trois autres repartent. L'alchimiste les suit sous sa nouvelle forme sans parvenir à se faire reconnaître. Akane, Chii et Pipo reviennent vers la maison d'Hippocrate au cas où il s'y trouverait, mais n'y voient personne. Ils poursuivent alors leur route, passant par des montagnes et des précipices dangereux, puis un lac peuplé de nénuphars et de poissons géants. Le lendemain matin, ils parviennent enfin en vue de la capitale du royaume. Hippocrate, toujours en mouche, les précède et va épier ce qui se passe au palais. Il découvre que le prince a été changé par l'alchimiste Kamadoma en une poupée de fer qui était censé reprendre sa forme normale la veille de la Cérémonie, or on est à présent la veille et rien n'a changé. Toute la noblesse est en émoi et les émissaires royaux n'arrivent toujours pas à réveiller Kamadoma, faute d'arriver à entrer dans sa maison volante.
Parvenues dans la grande ville ronde où a lieu le marché et où se trouve le puits des Gouttes, Akane et Chii doivent se présenter aux douaniers, qui s'avèrent être des chats. Parmi eux, Akane retrouve son chat, Gorobeh, qui en profite pour se venger d'une fois où elle lui a tiré la queue. Une fois entrées dans la ville, les deux jeunes femmes se séparent : Akane et Pipo vont déposer le pull au bureau du concours, pendant que Chii, tout excitée, se met en tête de faire du shopping. Soudain, Akane et Pipo aperçoivent Ron, l'apprenti de Zang, en train de dévaliser un stand. Ils se lancent à sa poursuite et découvrent le char de Zang arrêté en surplomb de la ville, son canon braqué sur le puits. À l'intérieur, Zang paraît pris d'hésitation, mais répond avec mépris aux questions de Ron. Akane et Pipo s'introduisent dans le char pour tenter d'arrêter Zang, bientôt rejoints par Hippocrate toujours sous forme de mouche. En épiant la conversation, ils s'aperçoivent que Zang n'est autre que le prince. Lassé de son état de poupée de fer, le prince avait accumulé rancœur et colère et avait fini par faire appel à Ron pour le libérer. Mais Ron n'a su que le métamorphoser en un terrifiant homme de métal, Zang. Au palais, l'alchimiste Kamadoma, enfin réveillé, s'aperçoit que la poupée de fer allongée sur le lit du prince n'est pas le vrai prince mais un simple jouet : le prince a disparu. Kamadoma retrouve sa trace avec une boule de cristal et montre aux nobles terrifiés la conversation qui a lieu dans le char. Mais l'alchimiste refuse d'intervenir pour le moment : c'est au prince de décider. En revanche, il annule tous les autres sortilèges de Ron, ce qui permet à Hippocrate et à un cheval de retrouver leur forme d'origine à l'intérieur du char. Après la confusion qui s'ensuit, Zang reste invincible, seul avec Akane dans l'habitacle. Il démolit le rempart de la ville et s'apprête à faire feu sur le puits avec son canon. Mais Akane ose enfin intervenir car elle a compris les motivations de Zang : le prince a simplement eu peur des lourdes responsabilités qui l'attendent au moment de la Cérémonie des Gouttes. Elle parvient à fléchir Zang, promet de l'aider pour la cérémonie et le serre dans ses bras, ce qui lui fait reprendre sa forme originelle de prince humain.
Le Prince, ravi, accepte alors d'accomplir la cérémonie, avec l'aide d'Akane qui, de son côté, endosse enfin son rôle de Déesse du Vent Vert. Au dernier moment, elle apprend que, si la cérémonie échoue, le prince devra se sacrifier en se jetant dans le puits pour assurer tout de même son succès. Comprenant après coup la peur intense du prince, elle ne fléchit pas. Le prince tente de réaliser la cérémonie, mais ne peut produire qu'une seule goutte. Il veut se jeter dans le puits, mais Akane s'efforce de le retenir et ils finissent par tomber tous les deux. Au fond du puits, ils sont sauvés par Kamadoma qui a tout observé et compris que le prince était prêt pour le trône. L'unique goutte atteint enfin le fond du puits et l'eau jaillit, formant un nuage que le prince découpe en oiseaux aquatiques innombrables qui partent irriguer tout le royaume. Tout se finit bien et Akane et Pipo retrouvent Chii, qui les attendait dans la voiture après son shopping. Quelque temps après, les deux voyageuses font leurs adieux aux gens du royaume et repartent par un autre passage. Trois jours se sont écoulés dans l'autre monde, mais, dans leur monde d'origine, elles ne sont restés absentes que trois heures. Pendant que Chii va faire une sieste, Akane retourne chez sa mère et s'endort près d'elle sur le canapé. Elle a rapporté de son voyage un tapis brodé, cadeau des gens de l'autre monde ; on s'aperçoit que la mère d'Akane a le même. Le lendemain, Akane fête joyeusement son anniversaire et montre plus d'assurance au collège.

## Fiche technique
- Titre français : Wonderland : Le Royaume sans pluie
- Titre original : Birthday Wonderland (バースデー・ワンダーランド?)
- Réalisation : Keiichi Hara
- Scénario : Miho Maruo, d'après le roman pour enfants de Sachiko Kashiwaba
- Conception artistique : Ilya Kuvshinov
- Musique : Harumi Fūki
- Studio d'animation : Signal.MD
- Sociétés de distribution : Art House Films (France, sortie en salles) ; @Anime (France, édition en DVD)[1].
- Format : couleur — 1,78:1
- Durée : 115 minutes
- Dates de sortie :
  - Japon : 26 avril 2019[2]
  - France : 24 juillet 2019[3]
  - États-Unis/Canada : 31 janvier 2020[4]

## Distribution

### Voix originales
- Mayu Matsuoka : Akane (アカネ?)
- Anne Watanabe : Chii (チィ?)
- Kumiko Asō : Midori (ミドリ?)
- Nao Tōyama : Pipo (ピポ?)
- Keiji Fujiwara : Zan Gu (ザン・グ?)
- Akiko Yajima : Doropo (ドロポ?)
- Masachika Ichimura (ja) : Hippocrate (ヒポクラテス, Hipokuratesu?)

### Voix françaises
- Lila Lacombe : Akane
- Audrey Di Nardo : Chii
- Cédric Dumond : Monsieur Hippocrate
- Charlotte Hennequin : Pipo
- Olivier Piechaczyk : Zang
- Sofiane Fischer : Ron
- Fabrice Colombero : Duc
- Jean Ducas : Kamadoma
- Rémi Barbier : un paysan
- Frédérique Weber : une paysanne
- Sullivan Da Silva : le prince
- Reda Brissel : Gorobeh
- Alain Bogner : l'aubergiste
- Laurence Leclercq : la femme de l'aubergiste

Source VF

## Production

### Projet initial

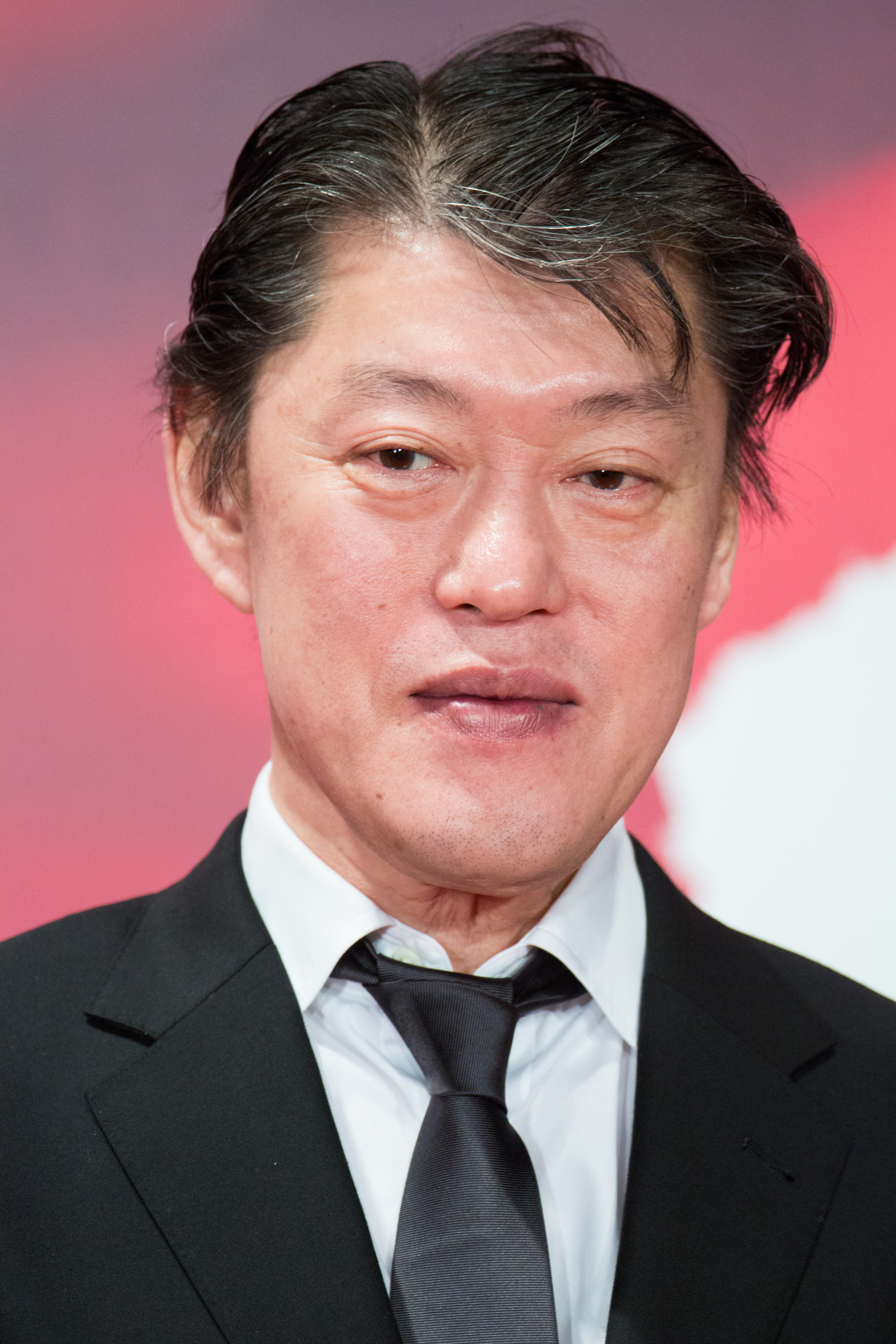
Le réalisateur Keiichi Hara au Festival international du film de Tokyo 2017.

Wonderland : Le Royaume sans pluie est librement adapté d'un roman pour enfants de Sachiko Kashiwaba, Chikashitsu kara no fushigi na tabi, ce qui signifie L'Étrange Voyage depuis la cave (dont il n'existe pas de traduction française au moment de la sortie du film). Sachiko Kashiwaba est une écrivaine pour enfants très appréciée au Japon. Après Miss Hokusai, Keiichi Hara pensait avoir atteint son objectif en matière d'animation et n'avait pas de nouveau projet dans ce domaine. Quand le projet d'adaptation lui est proposé, il lit le livre, mais le trouve « assez ennuyeux ». Le studio de production lui laisse alors toute liberté pour modifier l'histoire. Il ne garde que les noms des personnages, l'idée d'un autre monde et le principe d'une cave qui les relie ; le reste, en particulier les pays et personnages de l'autre monde, est inventé pour le film. Keiichi Hara souhaite mettre en scène un film d'animation susceptible de toucher un large public, « à la fois initiatique et divertissant ». Bien que le film soit en partie une commande, le réalisateur en profite pour tenter de donner à réfléchir à un jeune public.

### Scénario
Le scénario est écrit par Miho Maruo, qui est l'épouse de Keiichi Hara. Le couple avait travaillé auparavant sur les scénarios des deux précédents films réalisés par Keiichi Hara, Colorful et Miss Hokusai. La structure du film est conçue comme celle d'un road movie dans un monde merveilleux, dont chaque étape serait marquée par un changement de paysage et de couleurs. Keiichi Hara s'appuie particulièrement sur les idées de Miho Maruo pour approfondir les personnages féminins. Akane vit un voyage qui peut rappeler celui de l'héroïne de Lewis Carroll Alice au pays des merveilles, auquel le titre du film fait allusion avec l'emploi du mot wonderland. Mais Akane, contrairement à Alice, refuse catégoriquement le voyage au début de l'aventure et ne grandit que peu à peu. Le personnage de Chii, de son côté, incarne un compromis entre l'utilisation quotidienne des nouvelles technologies comme le téléphone ou l'ordinateur et un intérêt persistant pour la qualité artisanale des objets, même anciens. Quoique le film soit l'un des plus légers de la filmographie de Keiichi Hara, le thème de la mort y apparaît (en grande partie à travers le personnage de Zang). Hara estime qu'il ne faut pas édulcorer excessivement les programmes pour enfants car des sujets comme la mort, la tristesse ou la cruauté donnent davantage de force aux œuvres puis à leur public.

### Univers visuel
Les graphismes des personnages sont conçus par le dessinateur russe Ilya Kuvshinov, que Keiichi Hara engage sur proposition de son art book car il recherche alors de jeunes talents. Il lui confie l'ensemble de l'esthétique du film : les personnages, mais aussi les paysages, les animaux et les machines, chose assez rare en animation japonaise où chacun de ces domaines relève généralement d'une personne différente. Kuvshinov avait déjà eu plusieurs occasions de travailler pour des studios d'animation, mais c'est la première fois qu'il a une telle responsabilité dans un projet. Il apporte de nombreuses idées au film, dont l'intégration des animaux, la version « chat » d'Akane, l'emploi de photos et du storyboard comme bases pour développer l'univers et l'élaboration d'une bible graphique. Ce travail lui prend environ deux ans.

### Animation
Le film arbore un rendu de dessin animé en dessins plats. Des images de synthèse sont utilisées pour de nombreux détails, en particulier des scènes difficiles à réaliser entièrement à la main, comme la tempête de sable rouge dans le désert. Cependant, Keiichi Hara tient à ce que les scènes culminantes de l'intrigue soient animées principalement à la main, car il estime que les films d'animation actuels ont trop recours aux images de synthèse pour leurs scènes censées être les plus fortes sur le plan émotionnel, alors qu'à ses yeux cela les rend artificielles.

### Musique
La bande originale du film est composée par Harumi Fūki, qui avait déjà travaillé avec Keiichi Hara pour son film d'animation précédent, Miss Hokusai. Keiichi Hara commence à réfléchir à la musique du film pendant l'élaboration du storyboard, puis organise des réunions avec la compositrice une fois le storyboard terminé, en lui indiquant quelles ambiances il recherche pour telle ou telle scène (parfois en prenant des morceaux existants pour points de comparaison). La chanson principale du film, Wonderland, et la chanson du générique de fin, The Show, sont interprétées par Milet, une jeune chanteuse japonaise dont c'est le deuxième EP,.

## Sortie

### Nominations
Wonderland : Le Royaume sans pluie figure parmi les sélections de longs métrages au Festival international du film d'animation d'Annecy 2019.
Le film est également nommé dans la catégorie Anima't du Festival international du film de Catalogne en 2019.

### Accueil critique
Au Japon, le Japan Times donne une critique en demi-teinte de Wonderland en lui accordant une note de 3 sur 5. Il reconnaît au film un charme certain et à Keiichi Hara de grandes qualités dans l'invention d'univers animés, déjà saluées dans son précédent film, Miss Hokusai. Il regrette cependant un manque de profondeur émotionnelle suffisante pour aboutir à quelque chose de réellement merveilleux, et considère le film comme une tentative, pas la première et pas la dernière, pour recréer les charmes des films de Miyazaki après la mise en pause des productions des studios Ghibli.
En France, l'accueil réservé au film par la presse est partagé,. Le site Allociné, consulté début septembre 2019, recense une moyenne des critiques presse de 3,4 sur 5 sur la base de 18 titres de presse papier ou en ligne.

### Box-office
Pour son premier weekend d'exploitation, du 27 au 28 avril 2019, Birthday Wonderland est sorti dans 257 salles et s'est classé 10e au box-office japonais,.
En France, Wonderland : Le Royaume sans pluie sort en salles le 24 juillet 2019. Exploité dans 163 salles en première semaine, il rassemble environ 40 430 entrées. Étendu à 190 salles en deuxième semaine, il rassemble environ 19 350 entrées supplémentaires, pour un total de 59 780 entrées en deux semaines.